# XX. století
XX. století (v italském originále Novecento) je italsko-francouzsko-německý dramatický film z roku 1976. Režisérem filmu je Bernardo Bertolucci. Hlavní role ve filmu ztvárnili Robert De Niro, Gérard Depardieu, Dominique Sanda, Donald Sutherland a Alida Valli.

## Obsazení
| Robert De Niro    | Alfredo Berlinghieri |
| Gérard Depardieu  | Olmo Dalcó           |
| Dominique Sanda   | Ada Chiostri Polan   |
| Donald Sutherland | Attila Mellanchini   |
| Alida Valli       | Signora Pioppi       |
| Burt Lancaster    | Aflredův dědeček     |
| Francesca Bertini | sestra Desolata      |
| Laura Betti       | Regina               |